# 세계 결핵의 날

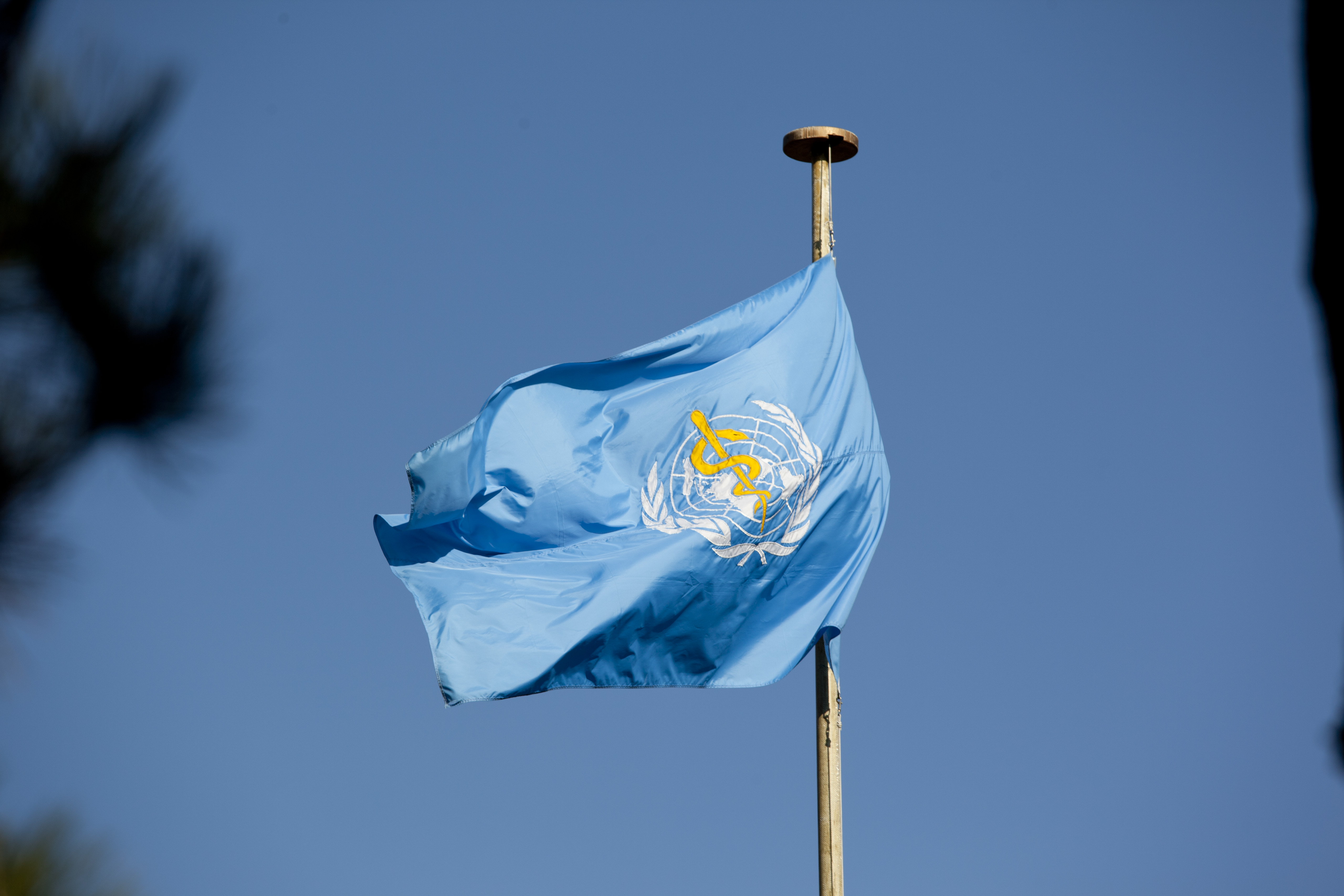

세계 결핵의 날(World Tuberculosis Day)은 오늘날에도 여전히 결핵이 세계 대부분의 곳(주로 개발도상국)에서 매년 수백만 명의 목숨을 앗아가는 유행병이라는 사실을 대중들이 인식하도록 하기 위해 제정되었으며, 매년 3월 24일에 개최된다. 이 날에는 1882년 3월 24일 독일의 로베르트 코흐(Robert Koch) 박사가 결핵의 원인인 결핵균을 발견했다는 사실을 발표함으로써 과학계를 매우 놀라게 한 사건을 기념한다. 베를린(Berlin)에서 이 발표가 있을 무렵 유럽과 아메리카에는 결핵이 창궐하고 있었으며 그로 인해 7명 당 1명꼴로 사망자가 발생하고 있었다. 그의 발견은 결핵을 진단하고 치료하는 길을 열어 주었다.

## 같이 보기
- 에이즈, 결핵, 말라리아 퇴치를 위한 세계기금